# Верхний Задалеск
Верхний Задалеск (дигор. Уæллаг Задæлескæ, ирон. Уæллаг Задæлеск) — село в Ирафском районе Республики Северная Осетия-Алания. Входит в состав Задалеского сельского поселения.

## История
Верхний и Нижний Задалеск — два отселка селения Задалеск, стоявшего в прошлые века на пограничье Тапан-Дигорского общества.

## География
Расположено в юго-западной части региона, в Дигорском ущелье, на возвышенности на правом берегу реки Урух, и образует с селом Нижний Задалеск селение Задалеск.

## Население
| 2002 | 2010 | 2021 |
| ---- | ---- | ---- |
| 8    | ↘5   | ↘4   |

## Инфраструктура
В Нижнем Задалеске находится Дом-музей Задалески Нана.

## Транспорт
Нижний и Верхний Задалеск разделяет дорога длиной около 300 метров. Она продолжается от Верхнего Задалеска к селу Ханаз.
Относится к местностям с низкой транспортной освоенностью и ограниченными сроками транспортной доступности (Закон Республики Северная Осетия-Алания от 21.01.1999 № 3-з «О труднодоступных и отдаленных местностях Республики Северная Осетия-Алания»).